# Pyriglena maura
El ojodefuego occidental (Pyriglena maura) también denominado hormiguero ojirrojo (en Colombia), ojo-de-fuego de dorso blanco (en Perú y Ecuador), batará de lomo blanco o simplemente batará (en Paraguay), es una especie de ave paseriforme de la familia Thamnophilidae perteneciente al género Pyriglena, anteriormente tratada como un grupo de subespecies del ojodefuego dorsiblanco Pyriglena leuconota. Es nativa del occidente y centro de América del Sur.

## Distribución y hábitat
Las diversas subespecies se distribuyen de forma disjunta en el oeste de Ecuador y noroeste de Perú; desde el suroeste de Colombia, a lo largo de la pendiente oriental de los Andes por Ecuador, Perú y Bolivia, hacia el este hasta el suroeste de Brasil y norte de Paraguay.
Esta especie es considerada bastante común en su hábitat natural: el sotobosque de selvas húmedas montanas, localmente también en tierras bajas adyacentes y en bosques más caducifolios, principalmente debajo de los 600 m de altitud, pero entre los 1000 y los 2000 m en las laderas andinas.

## Sistemática

### Descripción original
La especie P. maura fue descrita por primera vez por el naturalista francés Édouard Ménétries en 1835 bajo el nombre científico Formicivora maura. La localidad tipo es «Minas Gerais; error, Mato Grosso».

### Etimología
El nombre genérico femenino «Pyriglena» se compone de las palabras del griego «πυρ pur, πυρος puros» que significa ‘fuego’ y «γληνη glēnē» que significa ‘ojos’; y el nombre de la especie «maura», proviene del griego «αμαυρος amauros» que significa ‘oscuro’, ‘borroso’, ‘sombrío’.

### Taxonomía
Las diversas poblaciones de la presente especie parecen envolver más de una especie; por otro lado, algunas subespecies pueden representar apenas variaciones clinales en el plumaje.
Un estudio de filogenia molecular identificó cinco clados bien definidos dentro del género Pyriglena. Utilizando esta agrupación filogénica como base, un estudio reciente de Isler & Maldonado-Coelho (2017), de las vocalizaciones de las diferentes subespecies, sugiere que el grupo de subespecies P. leuconota maura, de la región andina y del sur-occidente de Brasil, este de Bolivia y norte de Paraguay, y la subespecie P. leuconota similis del centro sur de la Amazonia brasileña, podrían ser separadas como especies plenas. Adicionalmente, el estudio identificó algunas incertidumbres taxonómicas en relación con las subespecies, que precisan ser mejor elucidadas. En la Propuesta N° 759 al Comité de Clasificación de Sudamérica (SACC) se aprobó la elevación al rango de especies de la presente y del ojodefuego del Tapajós Pyriglena similis. También se recomendó la sinonimización de la subespecie castanoptera con picea.

### Subespecies
Según las clasificaciones del Congreso Ornitológico Internacional (IOC) y Clements Checklist/eBird v.2021 se reconocen cinco o seis subespecies, con su correspondiente distribución geográfica:
- Pyriglena maura pacifica Chapman, 1923 – oeste de Ecuador y extremo noroeste de Perú (Tumbes).
- Pyriglena maura picea Cabanis, 1847 (incluyendo P. m. castanoptera Chubb, 1916)  – pendientes andinas en el sur de Colombia (pendiente oriental en los Andes centrales, pendiente occidental en los Andes orientales en Huila y en la pendiente oriental desde Cauca y Caquetá), Ecuador (pendiente oriental) y norte de Perú (al norte del río Marañón en Piura, Cajamarca y norte de Amazonas); pendiente oriental de los Andes del centro de Perú (sur de Amazonas hacia el sur hasta Junín y Ayacucho).
- Pyriglena maura marcapatensis Stolzmann & Domaniewski, 1918 – pendiente oriental de los Andes del sureste de Perú (Madre de Dios, Cuzco, Puno).
- Pyriglena maura hellmayri Stolzmann & Domaniewski, 1918 – pendiente oriental de los Andes del centro oeste de Bolivia (Beni, La Paz, Cochabamba, oeste de Santa Cruz).
- Pyriglena maura maura (Ménétries, 1835) – este de Bolivia (este de Santa Cruz), centro sur de Brasil (oeste y suroeste de Mato Grosso) y extremo norte de Paraguay (Alto Paraguay).

La clasificación del IOC también lista a P. leuconota castanoptera como válida.